# Hängbrunnen
Hängbrunnen är en sjö i Karlskrona kommun och Ronneby kommun i Blekinge och ingår i Nättrabyån-Ronnebyåns kustområde. Sjön är 5,3 meter djup, har en yta på 0,247 kvadratkilometer och är belägen 62 meter över havet. Sjön avvattnas av vattendraget Listerbyån.

## Delavrinningsområde
Hängbrunnen ingår i det delavrinningsområde (624044-147417) som SMHI kallar för Utloppet av Hängbrunnen. Medelhöjden är 73 meter över havet och ytan är 1,64 kvadratkilometer. Räknas de 9 avrinningsområdena uppströms in blir den ackumulerade arean 68,78 kvadratkilometer. Avrinningsområdets utflöde Listerbyån mynnar i havet. Avrinningsområdet består mestadels av skog (81 procent). Avrinningsområdet har 0,26 kvadratkilometer vattenytor vilket ger det en sjöprocent på 15,5 procent.